# برنابي زاباتا ميراليس
برنابي زاباتا ميراليس (مواليد 12 يناير 1997) هو لاعب تنس إسباني.